# 达文波特碑
达文波特碑是三块在艾奥瓦达文波特附近的土丘被找到的碑。前两块是在1877年1月10日被当地的神职人员雅各布·加斯教士发现的。当时加斯在库克农场那里进行紧急挖掘（因为他进入该地的权利就要被转让了），于是他找到了这两块碑。一年后（进入该地的权利已经被恢复了），达文波特自然科学学院的查尔斯·哈里斯院长在与加斯一起在那里挖掘时，找到了第三块碑。这三块碑经常和一个烟斗被联系在一起讨论。这个烟斗是加斯和另一位信义宗神职人员阿德·布卢默尔教士在1880年在一组独立的土丘中找到的，它被加斯称为“大象烟斗”。布卢默尔将这个烟斗交给了达文波特自然科学学院，而在他捐赠出这个烟斗不久后，该学院又从加斯那里得到了一根类似的烟斗，而据加斯报道，这个烟斗是艾奥瓦路易莎县的一个农民找到的。
艾奥瓦大学的马歇尔·麦克库西克教授现在将这些发现物及其相关细节称为“达文波特阴谋”。
查尔斯·帕特南在1885年写了对这些人工制品的真实性的证实。另外，虽然加斯描述说，他是在库克家的农场的一个墓冢里找到了这三块碑，但是麦克库西克却暗示说，这些碑是用从达文波特学院博物馆的一座相邻的建筑偷来的瓦片修改成的。
麦克库西克还暗示说这些碑的背景是不明确的，他还对加斯作为一名考古学者的诚实提出了质疑，甚至还质疑了关于他的同行们的阴谋的流言。这个流言中的阴谋说，嫉妒加斯的同行们埋下了这些假的人工制品，让加斯来找到。他们的目的就是让外国出生的加斯丢脸，让他从刚被奖励得到的达文波特学院的位置上滚下来。因此麦克库西克暗示说达文波特碑在背景信息上的不明确性使得其真实性值得被怀疑。

## 达文波特碑先前的解释
最初，达文波特“人工制品”的真实性未受到质疑，甚至还得到了人们的好评，比如史密森尼学会的斯潘塞·贝尔德，以及商人查尔斯·埃·帕特南。不过，争辩逐步升级，从小型学者刊物中争辩到了《科学》杂志的头版新闻中，最终，这些碑的真实性受到了史密森尼学会新任发言人居鲁士·托马斯的批评。托马斯严责它们为“不规则的无主失物”，并说完全没有支持性的，或背景性的证据来支持它们的真实性。
马歇尔·麦克库西克教授在他的1991年的书《重临达文波特阴谋》中声称，加斯也许是达文波特学院的同行们的一场愚蠢玩笑的受害者。他们这么做可能是因为嫉妒一个外国出生的局外人出现在他们中间。在1874年，加斯就有了重要的发现：他在库克农场发现了美洲原住民们的美丽而复杂的艺术品，比如铜斧。古代美洲原住民们的工艺能力和艺术技巧的等级在这些人工制品中是明显的。
对这些“人工制品”的可疑来源的另一解释也许牵涉到了加斯本人的信誉。跟《重临达文波特阴谋》举出的众多例子一样，据信加斯曾经经营过伪造的美洲原住民雕像烟斗。真正的雕像烟斗倒是能够证明古代美洲原住民的创造能力，但是假货就没什么用了。这些假货是以页岩、石灰岩、粘土制成的，它们通常被加斯和他的同行们销售。这些假货有许多最终被收入了达文波特学院博物馆。不过，加斯也许不是这些假货的经营者，而是再次受到了这些嫉妒他在选择挖掘地点上的能力和运气的人们的影响。不过这一次，是他的亲戚埃德温·加斯和阿道夫·布卢默尔劝说了他来严肃地带走这些假货并经营它们。在1874年，一次，当人们在艾奥瓦和伊利诺伊沿着密西西比河进行了挖掘并什么都没发现时，加斯却好运地碰到了真正的考古大发现。在那一天之后，他在学院的对手们和亲戚们为什么要那么做，就成问题了。